# Couesques (commune de Saint-Hippolyte)
 (juin 2009).
Si vous disposez d'ouvrages ou d'articles de référence ou si vous connaissez des sites web de qualité traitant du thème abordé ici, merci de compléter l'article en donnant les références utiles à sa vérifiabilité et en les liant à la section « Notes et références ».
Couesques est un village français situé dans le département de l'Aveyron et la région Occitanie.

## Géographie
Le village de Couesques est situé au fond de la vallée de la Truyère, à une altitude comprise entre 260 m et 450 m, dans le nord de l'Aveyron, dans le Massif central, sur les communes de Saint-Hippolyte et d'Entraygues. Il est au sud du Carladez, région assez froide en hiver et chaude en été. C'est le point où les montagnes d'Aubrac, du Carladez et du Cantal se rejoignent. Sis à côté du barrage de Couesques, la Truyère et le ruisseau du Goul passent au pied de sa montagne. Le village comprend trois lieux-dits, Couesques, Couesques basses, Couesques hautes.
Les maisons anciennes ont des toits de lauzes, typiques dans ces montagnes de la région. Les maisons EDF datent sont de l'époque de la construction du barrage à la fin des années 1940. Les routes pour accéder au village sont très sinueuses, du fait du relief montagneux.

## Administration
Le village de Couesques se situe sur 2 communes, la commune de Saint-Hippolyte et la commune d'Entraygues. La plus grande partie du village est sur celle de Saint-Hippolyte, de même que le barrage, ce qui enrichit notablement celle-ci. Elles font partie du canton d'Entraygues et de sa communauté de communes ; elles dépendent du département de l'Aveyron en région Occitanie.

## Démographie
Couesques compte presque 76 habitants, dont 53 y vivant à l'année. La commune de Saint-Hippolyte comptant 482 habitants, Couesques représente 10 % de la population. Dans les années 1950, le village comptait plus de 3 000 habitants, il y avait beaucoup de constructions, compte tenu de l'édification du barrage.

## Lieux et monuments
Couesques compte trois monuments :
- Le barrage a été construit entre 1945 et 1950, année de sa mise en service. C'est un barrage a voûte mince en béton, ses fondations sont en granit, leur hauteur est de 70 mètres. La longueur de la crête est de 272 mètres son altitude est de 295,50 mètres en haut du barrage, sa largeur est de 2,70 mètres, l'épaisseur au pied est de 11,40 mètres. La capacité est de 76 000 m3 et le volume de retenue est de 56.00 Hm3. C'est une pièce essentielle au maillage de la Truyère. Il sert également de réservoir d'eau pour le barrage de Montézic.
- L'usine a une puissance totale de 124 mégawatts et la production annuelle moyenne est de 280 gigawatts.
- La chapelle, construite dans les années 1945-1950, existe toujours bien qu'en mauvais état par manque d'entretien. C'est un emblème, car elle rappelle l'histoire du village.

Par ailleurs, Couesques possède une salle des fêtes pouvant accueillir 80 personnes. Ancien bâtiment EDF, elle a été réhabilitée en 2000. C'est entre autres le lieu de réunion de l'association du village nommée "Couesques Avenir".

## Sports et jeux
Le village possède un parc pour enfants avec un toboggan, une balançoire et d'autre jeux de plein air. Il est situé au-dessous du gîte d'étape. Il est également doté de deux terrains de pétanque : le premier au-dessus de la route de Mur-de-Barrez avec un éclairage public pour pouvoir y jouer la nuit (on peut jouer sur 4 pistes); le second, situé en face de la salle des fêtes comporte deux pistes, mais n'est pas éclairé. Enfin, il y a un terrain de jeux à la salle des fêtes : table de pingpong et baby-foot.